# Helms Bluff
Das Helms Bluff ist ein markantes und nach Norden ausgerichtetes Kliff an der Scott-Küste des ostantarktischen Viktorialands. Es ragt 16 km östlich des Mount Morning oberhalb des Eady-Piedmont-Gletschers auf.
Der United States Geological Survey kartierte es anhand eigener Vermessungen und Luftaufnahmen der United States Navy. Das Advisory Committee on Antarctic Names benannte es 1960 nach Lieutenant Commander Louis L. Helms, diensthabender Offizier bei der Navy-Flugstaffel VX-6 bei der Überwinterung auf der McMurdo-Station im Jahr 1961.